# Mundo civilizado
Mundo civilizado è un film del 2003 diretto da Luca Guadagnino. 
Racconta di quattro ragazzi che passano una settimana a Catania.